# Weedpatch
Weedpatch è un census-designated place degli Stati Uniti d'America, situata nello stato della California, nella contea di Kern.